# Nuselský most

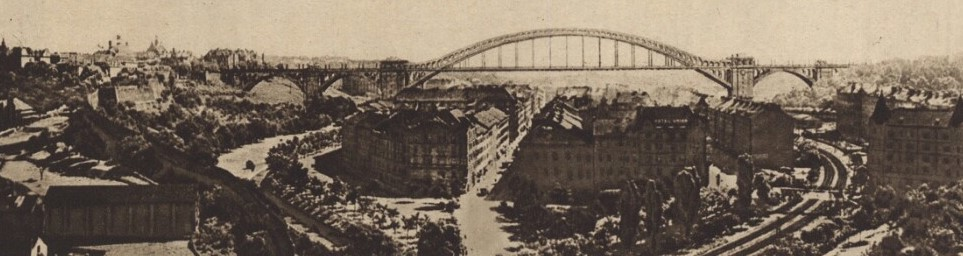
Jeden z návrhů Nuselského mostu 1927 (ing. Mužák, železobeton)

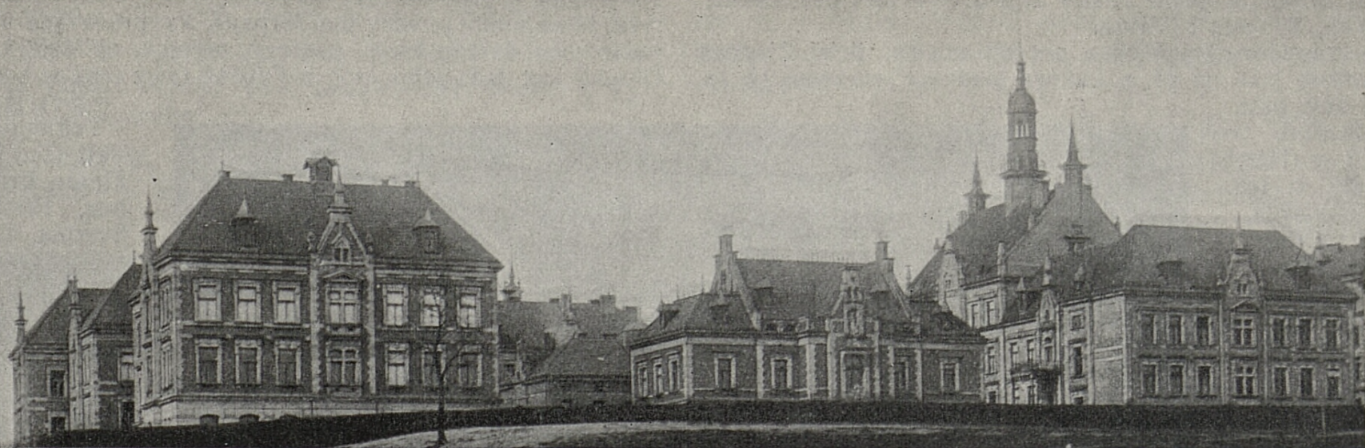
Budovy České dětské nemocnice stržené při budování severního předmostí roku 1971

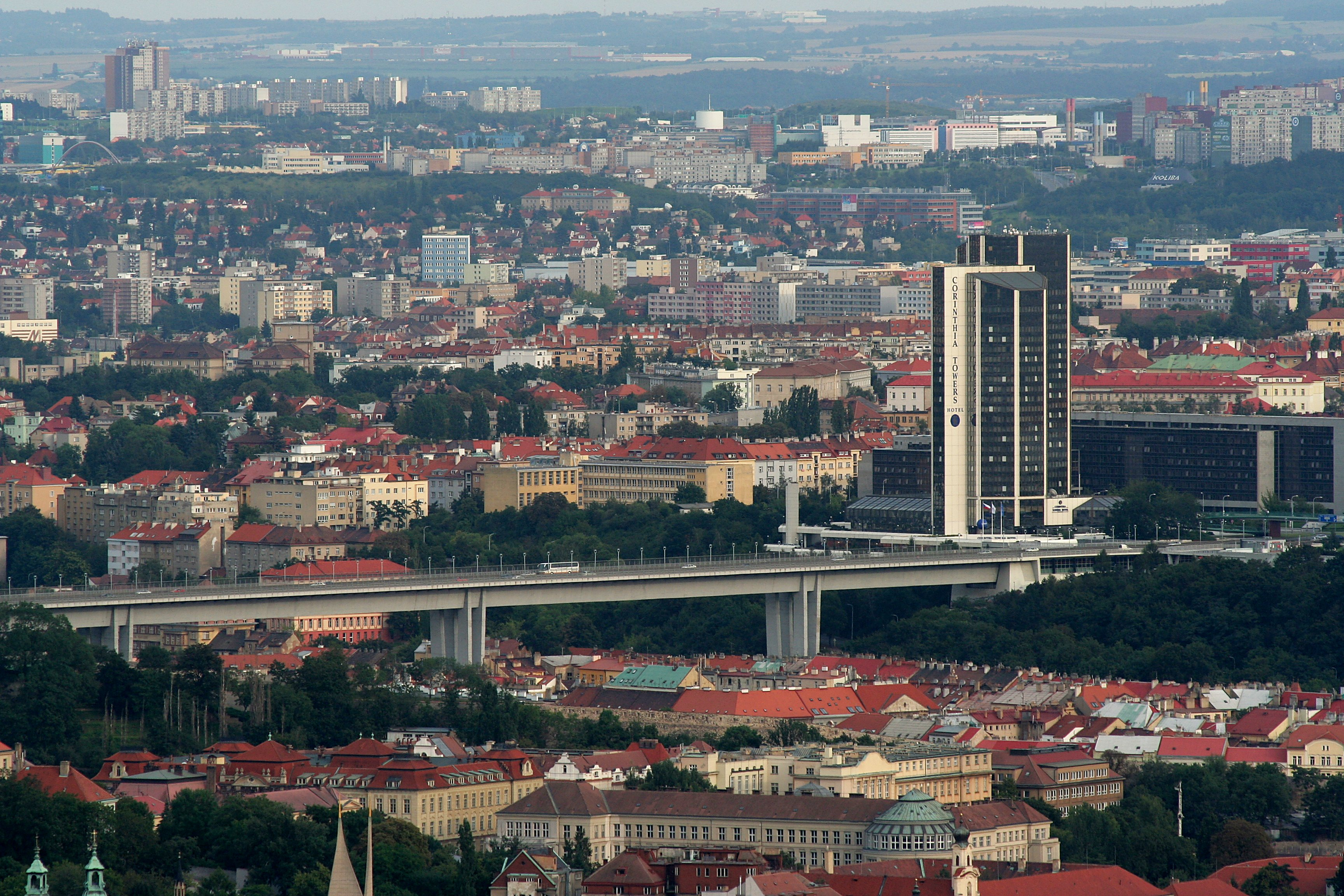
Nuselský most a hotel Corinthia Towers

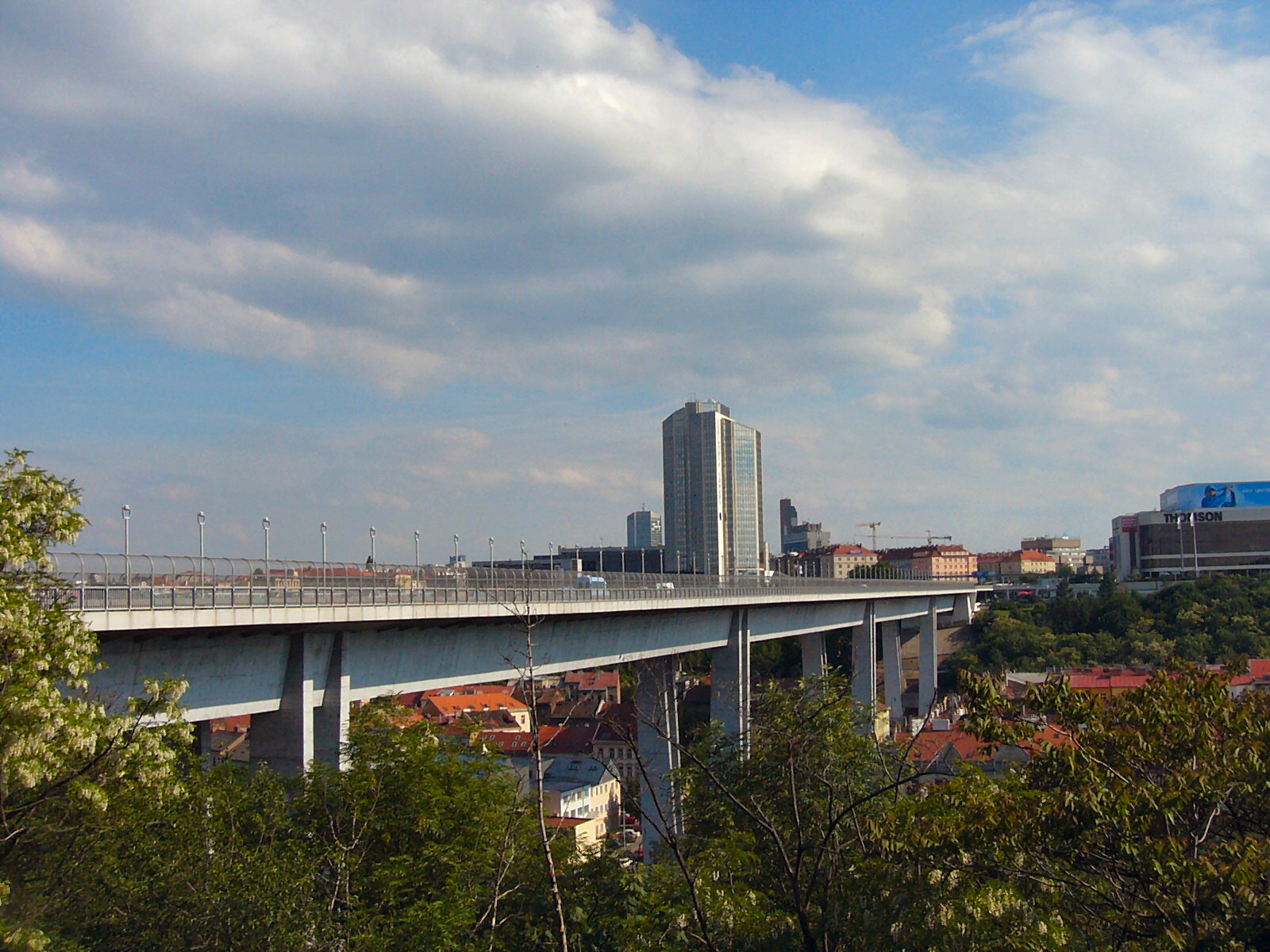
Pohled od Karlova

Nuselský most (v letech 1975–1989 most Klementa Gottwalda; lidově Nuselák) je předpjatý betonový most v Praze. Překonává Nuselské údolí a spojuje Pankrác a vzdálenější jihovýchodní části města s Karlovem v Praze 2 a se středem města. Po vrchní části mostu je vedena dvouproudá šestipruhová severojižní magistrála, dva chodníky a uvnitř mostu je umístěn tubus pro metro. Most byl dostavěn roku 1973. Na pankrácké (jižní) straně mostu bezprostředně navazuje stanice metra Vyšehrad (zbudovaná na katastru Nuslí) v Praze 4.
Jde o nejvytíženější most v Praze i celém Česku. Pomocí linky metra C totiž denně přepraví v 750 soupravách přes 300 tisíc osob. Po jeho horní části tisíce lidí prochází a průměrně okolo 250 denně projíždí na kole (byť výkyvy jsou sezónní). Další desítky tisíc automobilů po mostě každý den projíždí, ale nezařadil se ani mezi 5 nejzatíženějších úseků na pražské komunikační síti, dle měření provozu TSK Praha v roce 2021 po Nuselském mostě projede 36436 vozidel ve směru z centra a 32636 ve směru do centra denně. Z čehož 1700 pomalých vozidel (nákladní + BUS bez MHD) 
Uvedený most byl stavěn podle koncepce Jana Vítka, Miroslava Sůry a architekta Roberta Bucháčka, která představuje monolitickou konstrukci z předpjatého betonu o pěti polích. Konečnou dokumentaci k návrhu vypracovali Svatopluk Kobr, Vojtěch Michálek a architekt Stanislav Hubička z PÚDISu.

## Popis
Nuselský most je 485 metrů dlouhý a 26,5 m široký. Má železobetonovou trámovou konstrukci s komorovým průřezem a čtyři pilíře. Dvě pole mostu mají rozpětí 68,5 m a tři 115,5 m. Průměrná výška mostu je 42,5 m nad údolím. Vnitřní tubus pro metro linky C má lichoběžníkový průřez a výšku téměř 6,5 m. Tloušťka jeho stěn je od 30 do 110 cm. Most je jedním z největších v celém Česku. Osvětlují ho lampy umístěné uprostřed mostu.

## Poloha
Větší část mostu patří do obvodu a městské části Praha 2, část jižně od přemostěné železniční trati do obvodu a městské části Praha 4 (katastr Nusle) . Most překračuje, mimo jiné, park Folimanku se sportovní halou, potok Botič, železniční trať z pražského Hlavního nádraží vedoucí Nuselským údolím na Smíchov a dále ulici Jaromírovu (s provozem tramvají), Oldřichovu, část ulice Křesomyslovy u tzv. nuselských reformních škol Ladislava Hanuse z dvacátých let minulého století (dnes mj. nuselské tzv. „gymnázium Pod Vyšehradem“ a Nuselská speciální škola v ulici Boleslavově, včetně školy mateřské) a ulici Sekaninovu (tvořící zajímavé nábřeží podél Botiče). Paralelně s Nuselským mostem běží "na dně" Nuselského údolí ulice Svatoplukova s čerpací stanicí a stejnojmennými zastávkami tramvají 7, 14, 18 a 24 (katastr Nusle v Praze 2).

## Historie
O výstavbě nuselského mostu se uvažovalo již počátkem 20. století. Návrh železobetonového mostu vypracoval po vzniku Československa Stanislav Bechyně. Při soutěži vypsané roku 1927 bylo podáno 28 návrhů. Podle návrhu z roku 1932 se již počítalo s možností zřízení spodní mostovky pro rychlodráhu.
Stavba nového mostu přes Nuselské údolí ale začala být aktuální až v době, kdy se na pankrácké pláni začaly stavět obytné domy ve velkém množství. K tomu došlo na konci 60. let, když se začala stavět pankrácká sídliště. Proto bylo rozhodnuto, že bude celá oblast spojena s centrem podpovrchovou tramvají, která povede v tubusu mostu. V roce 1967 byla zahájena výstavba demolicí velkého bloku 17 domů na dně Nuselského údolí (záběry z této demolice pak byly použity v celovečerním filmu Ta naše písnička česká režiséra Zdeňka Podskalského). Počátkem roku 1968 s příchodem pražského jara byl koncept podpovrchové tramvaje změněn na metro a první vozy, odpovídající parametrům Nuselského mostu, byly také vyrobeny a zkoušeny na Kačerově. V listopadu 1970 byla provedena statická zatěžovací zkouška 66 tanky, které do Prahy přijely z rakovnického pluku (VÚ 1035). Dynamická zkouška byla dokonce provedena raketovými motory. Kvůli stavbě nájezdů na most na Karlově byly roku 1971 strženy novorenesanční budovy České dětské nemocnice. Na pláni pak bylo zlikvidováno fotbalové hřiště (stadionek na Bělce) někdejšího sportovního klubu SK Nusle, zastavěné jižním předmostím Nuselského mostu a Palácem kultury (dnes Kongresové centrum).
V roce 1973 byl most dokončen a následně pojmenován po prvním „dělnickém“ prezidentovi jako most Klementa Gottwalda (budovaná stanice metra měla ještě pracovní název Nuselský most).

### Provoz
Provoz na mostě byl zahájen 22. února 1973, jeho význam byl však omezen na lokální dopravní vztahy, neboť nebyl dokončen navazující úsek severojižní magistrály na pankrácké (jižní) straně. Pro dálkovou dopravu začal mít význam teprve od 30. dubna 1973; 9. května 1974 pak začaly jeho tubusem pravidelně projíždět i soupravy pražského metra.
Už před jeho otevřením se však objevily problémy. Nejdříve bylo rozhodnuto o změně koncepce z podpovrchové tramvaje na metro a později o nákupu souprav metra ze Sovětského svazu. Zatímco původně plánované tramvaje T3 nebo prototypy lehkých českých vozů metra R1 (u nichž snaha o nízkou hmotnost vyvolala jiné nevýhody) měly nápravový tlak 10,5 tun, sovětské soupravy Ečs měly nápravový tlak 16 tun. Na takovéto zatížení však most nebyl konstruován, proto byl do mostu vmontován speciální roznášecí ocelový rošt vážící 822 tun, který roznáší zatížení (nápravové tlaky) na stěny komorového nosníku mostu.
Roznášecí rošt má délku 485 m, což je hodnota blízká vlnové délce, na které vysílá stanice Praha (639 kHz ~ 469 m). Proto byly zatěžovací zkoušky a související měření prováděny především v noci, kdy rozhlasová stanice Praha nevysílala. V opačném případě rošt fungoval jako velmi kvalitní anténa a přijímaný signál rozhlasového vysílání zcela překryl signály pro měřicí přístroje.
Od roku 1990 nese současný název Nuselský most. V roce 1997 byl ocelový rošt opraven z důvodu únavových trhlin na podélnících roštu, zapříčiněných špatně navrženým detailem přípoje. Tyto trhliny byly zaznamenány u více než 50 % těchto detailů na celém roštu. Vyměněny byly všechny podélníky. V roce 2011 byly vyměněny netěsné dilatační závěry.
Mezi rokem 2012 až 16. listopadem 2017 probíhala velká rekonstrukce. Byl opraven mostní svršek, vozovka a sanace betonových částí spodní stavby a nosné konstrukce. Vyšla na 288 milionů korun, měla by vydržet dalších 20 až 25 let provozu.

## Galerie

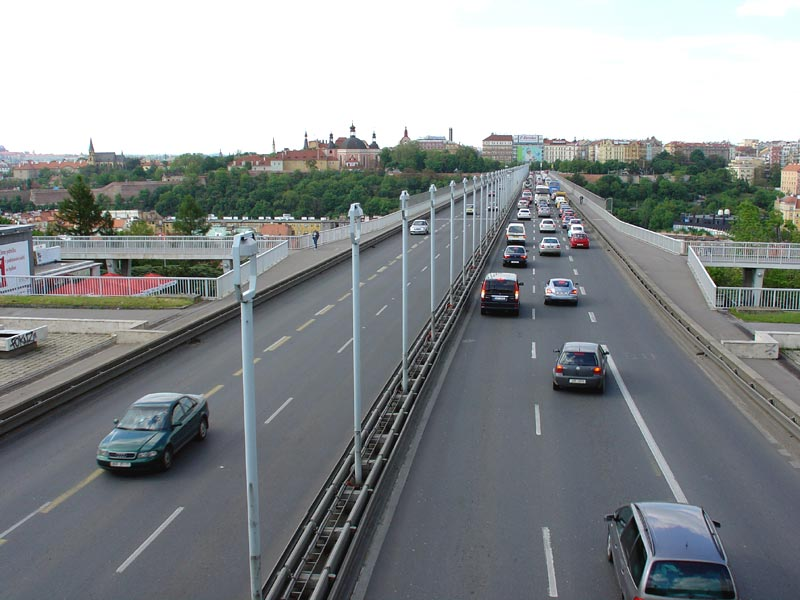
Silniční doprava na Nuselském mostě
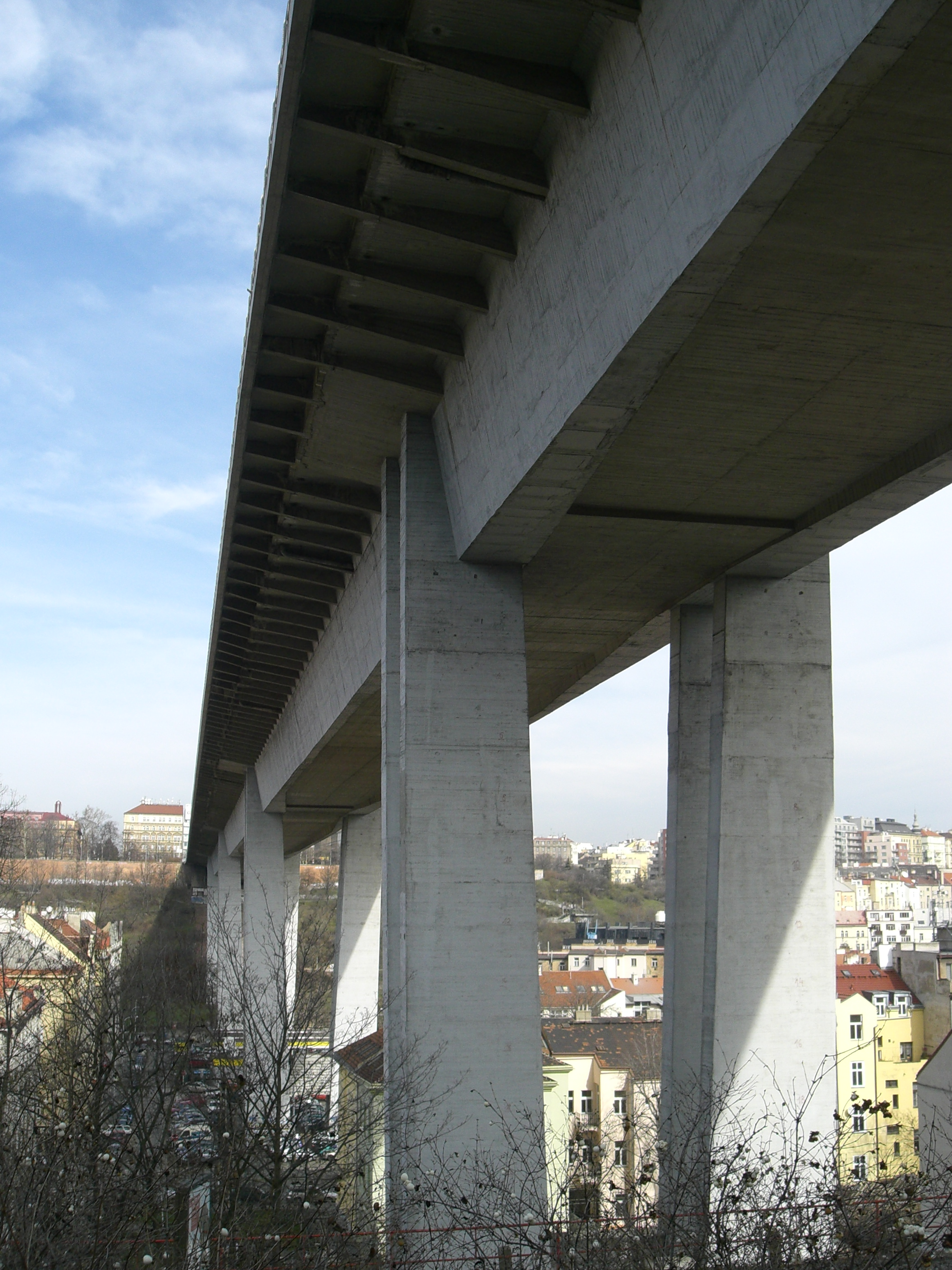
Pohled na pilíře a spodní část mostovky

## Sebevraždy
Původní zábradlí bylo 1 m vysoké. Most byl často vyhledáván sebevrahy. V roce 1990 byla pod zábradlí zavěšena 1,5 m široká síť. V letech 1996 až 1997 bylo zábradlí zvýšeno na 2,7 m. V září 2007 bylo zábradlí doplněno nástavbou z pružného a kluzkého plechu, kterou při testech nedokázali překonat ani horolezci. Celkem si zde skokem do údolí vzalo život 200 až 300 lidí. Od roku 2011 jejich památku připomíná v parku Folimanka pomník „Z vlastního rozhodnutí“, jehož autorem je Krištof Kintera.